# Stefania Grodzieńska
Stefania Nina Grodzieńska-Jurandot (ur. 2 września 1914 w Łodzi, zm. 28 kwietnia 2010 w Konstancinie-Jeziornie) – polska pisarka, aktorka estradowa i teatralna, satyryczka.

## Życiorys
Pochodziła z rodziny żydowskiej. Jej matka, Eleonora Ney, studiowała prawo na Uniwersytecie Genewskim, gdzie poślubiła swojego wykładowcę filozofii prawa, Michaela Grodensky’ego, jednak rozstała się z nim krótko przed narodzinami córki. Grodzieńska poznała ojca dopiero w dorosłym życiu podczas pobytu w Genewie.
Stefania urodziła się w Łodzi, dwa tygodnie później matka zabrała ją do Warszawy. Przez kolejne lata mieszkała z matką i ojczymem Litwinem Miszą w Rosji (w Moskwie) i Niemczech, a od 1923 była wychowywana przez dziadków (Franciszkę i Maksa) w Łodzi, gdzie uczyła się w Gimnazjum Żeńskim Janiny Pryssewiczówny i uczęszczała na lekcje baletu w Szkole Tańca Artystycznego Ireny Prusickiej. W wieku 16 lat przeniosła się do Warszawy, gdzie kontynuowała naukę w szkole Ireny Prusickiej, zdobyła wykształcenie baletowe, następnie rozpoczęła pracę jako tzw. girlsa – tancerka rewiowa. Występowała w teatrzyku „Bodega”, teatrzyku „Cyganeria” i Teatrze Kameralnym, w 1937 otrzymała angaż do zespołu Cyrulika Warszawskiego.

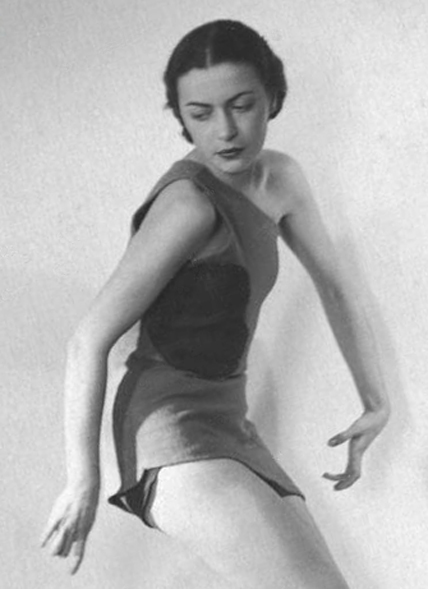
Stefania Grodzieńska (1937)

Po wybuchu II wojny światowej, na początku okupacji niemieckiej, pod zmienionym i wpisanym w kenkartę nazwiskiem: Stefania Grabowska, pracowała jako: zielarka w podwarszawskich Morach, pomoc fryzjerska, niania u państwa Rubików na Saskiej Kępie, pomoc u sołtysa wsi Dobrzyniec k. Otwocka przy moczeniu lnu, wożąca rąbankę z Karczewa, sprzątaczka oraz robiła na drutach i szydełku sweterki, czapki, szale, rękawiczki i skarpety. Jesienią 1940 wraz z mężem Jerzym Jurandotem zmuszeni byli do zamieszkania w getcie warszawskim. Tam Stefania występowała w teatrze Femina, którego dyrektorem artystycznym i literackim był Jerzy Jurandot. W sierpniu 1942, podczas Wielkiej Akcji deportacyjnej, przedostali się na tzw. aryjską stronę. Zamieszkali najpierw u Janiny Wojciechowskiej przy ul. Filtrowej 68/33, a następnie u Zofii i Gabriela Kijkowskich w podwarszawskiej miejscowości Gołąbki. Od marca 1944 prawie do wybuchu powstania warszawskiego ukrywali się w mieszkaniu Heleny Niemyskiej przy ulicy Filtrowej 77. W tym okresie pisała wiersze pod nazwiskiem panieńskim matki (Ney), które zostały wydane w 1949 przez Państwowy Instytut Wydawniczy w zbiorze Dzieci getta.
Przed zakończeniem wojny znalazła się w Lublinie, gdzie w latach 1944–1945 była pierwszą po wojnie spikerką Polskiego Radia. Od 1945 przebywała z mężem w Łodzi, gdzie pracę rozpoczął Teatr Syrena, który potem przeniósł się do Warszawy. Przez kilka lat pracowała w Polskim Radiu, a przez kilkanaście lat – w redakcji rozrywki Telewizji Polskiej.
Była felietonistką „Szpilek”, poza tym pisała monologi i skecze, a jej teksty wykonywali m.in. Hanka Bielicka, Adolf Dymsza, Loda Halama, Alina Janowska, Kalina Jędrusik, Bogumił Kobiela i Irena Kwiatkowska.
Zmarła po krótkiej chorobie 28 kwietnia 2010 w Domu Artystów Weteranów Scen Polskich w Skolimowie. Została pochowana 4 maja 2010 na cmentarzu Wojskowym na Powązkach w Warszawie (kwatera B37-1-7).

## Życie prywatne

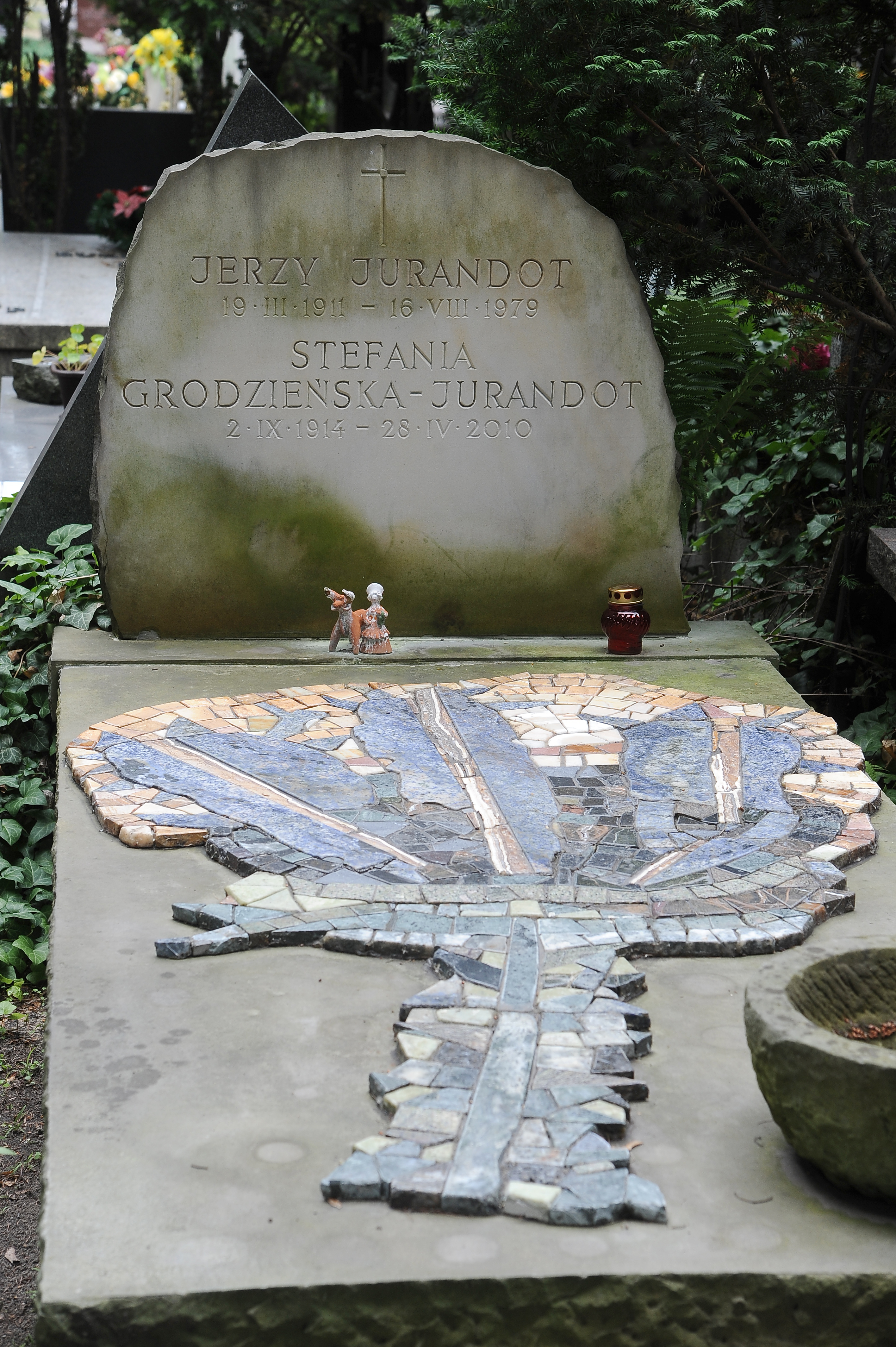
Grób Stefanii Grodzieńskiej-Jurandot i Jerzego Jurandota na cmentarzu Wojskowym na Powązkach

Dwukrotnie zamężna. Pierwszym mężem był Adam, student prawa, który w 1936 zmarł na gruźlicę. Od 1937 była żoną Jerzego Jurandota, poety, dramaturga, satyryka i autora tekstów piosenek. Miała z nim córkę Joannę Jurandot-Nawrocką (1946–2016), asystentkę reżysera, realizatorkę telewizyjną i publicystkę.

## Twórczość
Zbiory felietonów:
- Dzionek satyryka
- Jestem niepoważna
- Brzydki ogród (Wydawnictwo Łódzkie, Łódź 1974)
- Felietony i humoreski
- Plagi i plażki
- Rozmówki
- Kłania się PRL
- Kawałki żeńskie, męskie i nijakie

Książki biograficzne:
- Wspomnienia chałturzystki (autobiograficzna)
- Urodził go Niebieski Ptak (wspomnienia o Fryderyku Jarosym)
- Już nic nie muszę (autobiograficzna)Tablica pamiątkowa w Alei Gwiazd Satyrykonu na głównym deptaku Legnicy (ul. Najświętszej Marii Panny)

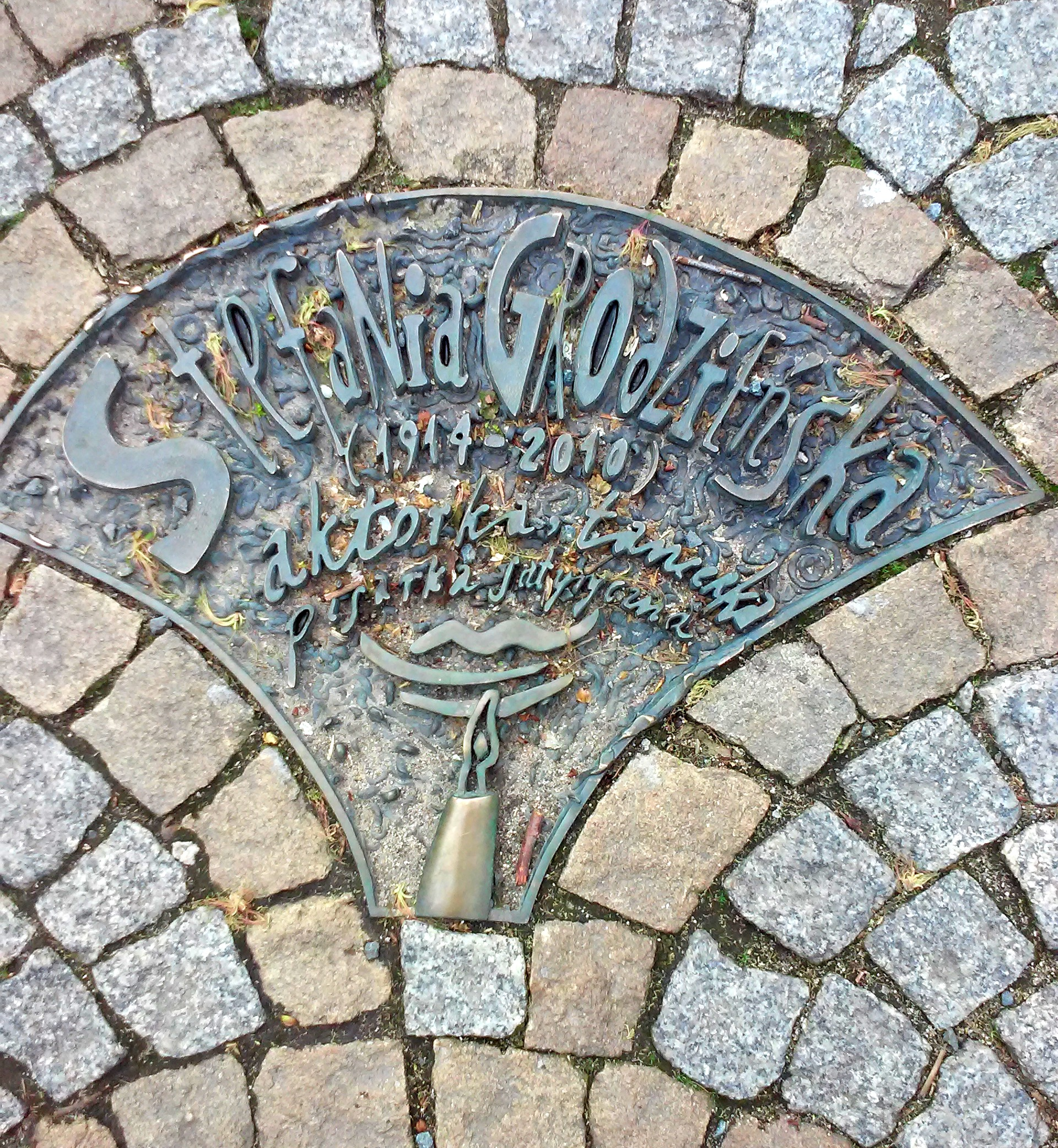
Tablica pamiątkowa w Alei Gwiazd Satyrykonu na głównym deptaku Legnicy (ul. Najświętszej Marii Panny)

- Nie ma z czego się śmiać (autobiograficzna)

## Ordery i odznaczenia
- Krzyż Komandorski Orderu Odrodzenia Polski (29 listopada 2000)[18]
- Złoty Medal „Zasłużony Kulturze Gloria Artis” (22 listopada 2007)[19]
- Odznaka 1000-lecia Państwa Polskiego (1967)
- Medal Stowarzyszenia Autorów ZAiKS (1988)[20]
- Medal 90-lecia Stowarzyszenia Autorów ZAiKS (2009)[20]
- Odznaka honorowa Stowarzyszenia Autorów ZAiKS (1988)[20]

## Nagrody i wyróżnienia
- Nagroda Komitetu do spraw Radia i Telewizji za Tragedię kieszonkową oraz felietony satyryczne do cyklicznych programów rozrywkowych w telewizji (1965)
- Nagroda Ministra Obrony Narodowej (z Jerzym Jurandotem) za sztukę Ballada o tamtych dniach (1970)
- Nagroda Prezydenta m. st. Warszawy za książkę Narodził go Niebieski Ptak (1989)
- Diamentowy Mikrofon – Nagroda Honorowa z okazji 70-lecia Polskiego Radia (1995)
- „Kryształowe Zwierciadło” (Krzywe) – nagroda miesięcznika „Zwierciadło” – za wielki dar autoironii i przewrotne, młodzieńcze poczucie humoru (1997)
- tytuł Mistrza Mowy Polskiej (2001)
- statuetka Warszawska Puenta – Puenta Honorowa – nagroda magazynu „Warsaw Point” (2006)[21]
- Nagroda Miasta Stołecznego Warszawy (2008)
- Hiacynt – nagroda przyznana przez Fundację Równości za zasługi na rzecz tolerancji (2008)

Źródło: .

## Upamiętnienie
W 2011 premierę w Teatrze Ateneum w Warszawie miał spektakl Sceny niemalże małżeńskie Stefanii Grodzieńskiej (reż. Grażyna Barszczewska), powstały na podstawie tekstów artystki i Jerzego Jurandota.
W Alei Gwiazd Satyrykonu na głównym deptaku Legnicy (ul. Najświętszej Marii Panny) umieszczono tablicę pamiątkową poświęconą Stefanii Grodzieńskiej.
W 2024 roku jej imieniem nazwano pasaż między ulicami Chocimską i Puławską w Warszawie.